# Kokanee Glacier Provincial Park
Der Kokanee Glacier Provincial Park ist ein 32.035 ha großer Provinzpark im kanadischen British Columbia. Der Park wurde im Jahr 1922 gegründet und liegt wenige Kilometer westlich von Ainsworth Hot Springs im Regional District of Central Kootenay.
Das Wort Kokanee ist die Anglisierung eines Wortes aus der Salish-Sprache und bedeutet "roter Fisch", dabei bezieht sich das Wort auf den Rotlachs.

## Anlage
Der in der Kokanee Range, welche als Teil der Slocan Ranges eine Unterkette der Selkirk Mountains ist, gelegene Park wird von zahlreichen Bergen geprägt. Mehrere der Berge erreichen eine Höhe von mehr als 2500 m. Der Cond Peak ist mit 2801 m der höchste Punkt im Park und auch gleichzeitig der höchste Berg der Kokanee Range. Das Schutzgebiet umfasst zahlreiche Gebirgsseen und Bäche, welche vom Kokanee Gletscher, dem Caribou Gletscher, dem Woodbury-Gletscher sowie drei weiteren kleinen Gletschern gespeist werden. Der Kokanee Gletscher ist mit einer Fläche von etwa 4 km² der größte von ihnen.
Bei dem Park handelt es sich um ein Schutzgebiet der Kategorie II (Nationalpark).

## Geschichte
Wie bei fast allen Provinzparks in British Columbia gilt auch für diesen, dass er lange bevor die Gegend von europäischen Einwanderern besiedelt oder sie Teil eines Parks wurde Jagd- und Fischereigebiet verschiedener Stämme der First Nations, hier der Ktunaxa und der Okanagan, war. Archäologische Funde wurde hierzu jedoch nicht gemacht.
Das Kokanee-Gletschergebiet hat seit den späten 1880er Jahren eine reiche Geschichte des alpinen Bergbaus, die bereits in den späten 1880er Jahren begann. Während des Bergbaubooms wurden auch die Berge rund um den Kokanee Gletscher erkundet. Dabei wurden Lagerstätten von Silber, Blei, Zink und kleine Mengen Gold gefunden.
In den frühen 1900er Jahren gab es im gesamten Gebiet des heutigen Parks zahlreiche kleine Förderstätten und Minen. Viele der heute existierenden Wanderwege des Parks sind ursprünglich von den Bergleuten für den Erztransport angelegt worden.
Der Park wurde am 6. Februar 1922 gegründet und ist damit zusammen mit dem Mount Assiniboine Provincial Park der viertälteste der Provincial Parks in British Columbia.
Traurige Bekanntheit erlangte der Park 1998 in Kanada als dort der Sohn des ehemaligen kanadischen Premierminister Pierre Trudeau und Bruder des späteren Premierminister Justin Trudeau bei einem Lawinenunglück ums Leben kam.

## Flora und Fauna
Auf Grund seiner Höhenlage zwischen 1350 m und 2800 m liegt der größte Teil des Parks in einer subalpinen Vegetationsstufe. Das Ökosystem von British Columbia wird mit dem Biogeoclimatic Ecological Classification (BEC) Zoning System in verschiedene biogeoklimatischen Zonen eingeteilt. Biogeoklimatische Zonen zeichnen sich durch ein grundsätzlich identisches oder sehr ähnliches Klima sowie gleiche oder sehr ähnliche biologische und geologische Voraussetzungen aus. Daraus resultiert in den jeweiligen Zonen dann auch ein sehr ähnlicher Bestand an Pflanzen und Tieren. Innerhalb des Ökosystems von British Columbia wird das Gebiet sieben verschiedenen Zonen zugeordnet (der Alpine Tundra Zone, der Englemann Spruce-Subalpine Fir Zone mit vier verschiedenen Subzonen und der Interior Cedar-Hemlock Zone mit zwei verschiedenen Subzonen). Der größte Teil des Parks wird dabei der Englemann Spruce-Subalpine Fir Zone zugerechnet.
Die Vegetation ist typisch für diese Höhenlage. Auf den freiliegenden Fels- und Kiesmoräne in der Nähe der Gipfel finden sich nur Flechten und andere niedrige winterharte Pflanzen. Bis an die Waldgrenze sind Engelmann-Fichte, Weißstämmige Kiefer, Felsengebirgs-Tanne, Küsten-Kiefer, Westamerikanischen Hemlocktannen und der Riesen-Lebensbaum (im englischen Sprachraum „Western Red Cedar“ genannt) verbreitet. Mit einem Anteil von rund 30 % werden noch große Teile der Bewaldung der Primärbewaldung zugerechnet.
Im Park und angrenzenden Gebiet leben zahlreiche kleinere und größere Säugetierarten. Ein wichtiger Grund für die Vergrößerung des Parks im Jahr 1995 war das im Park, neben Puma und Schwarzbär, auch Grizzlybären leben. Weitere im Park lebende größere Säugetierarten sind die Schneeziege, der Weißwedelhirsch und das Wapiti. Kleinere Säugetierarten im Park sind beispielsweise der Fischermarder, der Vielfraß, das Eisgraues Murmeltier, der Pika oder das Columbia-Ziesel.
In den Seen und Bächen finden sich unter anderem die Stierforelle (eine bedrohte Art auf der Roten Liste gefährdeter Arten), die Cutthroat-Forelle, der Bachsaibling und die Coregoninenart Prosopium williamsoni (englisch Mountain whitefish). Neben Groppen finden sich auch Westliche Zierschildkröten in den Gewässern.
Viele Vogelarten sind im Parkgebiet heimisch, die Parkverwaltung ermittelt etwa 60 verschiedene Arten im Park, dazu gehören das Tannenhuhn, das Weißschwanz-Schneehuhn, der Meisenhäher oder die Winterammer. Auch der Diademhäher, der Wappenvogel British Columbias, kommt im Park vor. Der größte Raubvogel im Park ist der Weißkopfseeadler.

## Aktivitäten
Ein Zugang zum Park über ausgebaute Straßen existiert nicht. Es ist nur Zugang über verschiedene Holzfällerstraßen möglich. Den besten Zugang bietet dabei die im Kokanee Creek Provincial Park vom Highway 3A abzweigende "Kokanee Glacier Park Road". Da der Park nur auf schlecht ausgebauten Straßen erreicht werden kann, wird hauptsächlich durch Wanderer und Bergsteiger sowie für das Heliskiing genutzt.
Es stehen verschiedene Unterkünfte zur Verfügung ("Kokanee Glacier Cabin", "Silver Spray Cabin", "Woodbury Cabin") die jedoch nur eine begrenzte Kapazität haben. Diese Unterkünfte werden nicht von BC Parks, sondern vom Alpine Club of Canada verwaltet und betreut. Weiterhin gibt es am Kaslo Lake noch einen Campingplatz.

## Trivia
Der Park ist in Kanada auch bekannt, da der dort befindliche Grays Peak (mit 2753 m der zweithöchste Punkt im Park) auf dem Etikett des Kokannee Glacier Beer der Columbia Brewery, welche zur Labatt Brewing Company gehört, abgebildet ist.

## Benachbarte Parks
In dem Gebiet, welches durch den Kootenay Lake und den Slocum Lake sowie den Highway 6 und den Highway 31 begrenzt wird, finden sich weitere Provincial Parks. Neben dem Kokanee Creek Provincial Park im Süden sind diese im Osten der Kootenay Lake Provincial Park und der Cody Caves Provincial Park. Im Norden findet sich der Goat Range Provincial Park und der Summit Lake Provincial Park sowie im Westen der Rosebery Provincial Park.